# Taungnyo Taung
Taungnyo Taung är en bergskedja i Myanmar. Den ligger i den södra delen av landet, 500 km söder om huvudstaden Naypyidaw.
Taungnyo Taung sträcker sig 26,2 kilometer i sydostlig-nordvästlig riktning. Den högsta toppen är Sedaung Taung, 1 269 meter över havet.